# بئر حرم الرامة

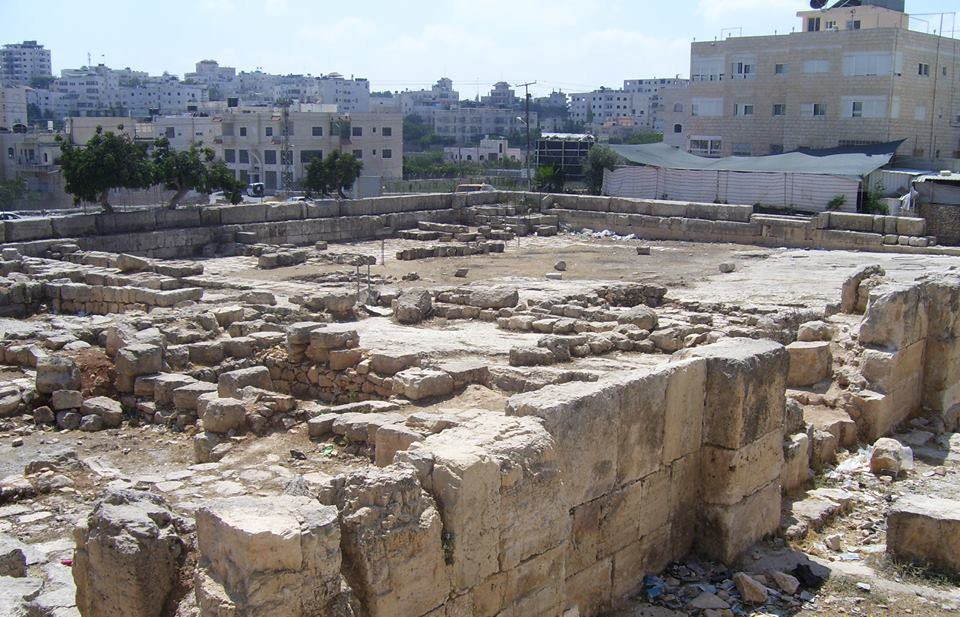
بئر حرم الرامة من معالم مدينة الخليل والمواقع الأثرية

بئر حرم الخليل أو رامة الخليل  معلم أثري فلسطيني، يقع في مدينة الخليل. كانت تقوم على هذه البقعة قديما بلدة تربينتس وهي تقع بالقرب من مدخل مدينة الخليل الشمالي الشرقي، وعرفت المنطقة في عهد الإمبراطور الروماني هدريان (117-138ميلادي) كمركز تجاري مهم.
وحجارة بنائه مماثلة لحجارة المسجد الإبراهيمي، ولم يتبق منها سوى ثلاثة مداميك في بعض المواضع، ويوجد في الزاوية الجنوبية الغربية للموقع بئر مسقوف بني بالحجارة، إلا أن السقف محطم في بعض المواضع، وبالقرب من البئر توجد أحواض حجرية صغيرة تستخدم لسقي المواشي و الحيوانات.

## التسمية
المكان يعرف الآن باسم ذي دلالات إسلامية وهو (بئر حرم الرامة)، وهو بناء يحيط به سور قديم مبني من حجارة ضخمة بمساعدة اللجان لـالنبي إبراهيم في بناء هذا المكان، الذي يربط بوصول العائلة الإبراهيمية إلى الخليل في الوجدان الشعبي، ويحدد بأنه المكان الأول الذي سكنه النبي إبراهيم لدى وصوله إلى الخليل وفيه بشرت الملائكة سارة زوجة إبراهيم بولادة إسحق، وبأن الابن الثاني إسماعيل عاش طفولته مع أمه هاجر في هذا المكان أيضًا وعلى الأغلب فان تسميته بحرم الرامة لاعتباره الحرم الأول الذي أقامه النبي إبراهيم، قبل الحرم الإبراهيمي الآخر الشهير وسبب الإشارة إلى الموقع بكونه بئراً لوجود بئر عميقة تقع في الزاوية الغربية الجنوبية للبناء، وهي الآن مغطاة بقضبان حديدية.

## التاريخ
الرواية التاريخية تتحدث أن سيدنا إبراهيم عندما قدم الى الخليل، أقام في "ممري" أو ما يسمى "بئر حرم الرامة" وهذا الاسم مرتبط بصاحب الأرض الكنعاني "ممري" الذي منح سيدنا إبراهيم هذا المكان ليقيم فيه وينصب خيمته فيها حيث تتحدث القصة أن سيدنا إبراهيم نصب خيمته تحت شجر البلوط، وحفر بئر المياه وسمي بئر حرم الرامة، وهي نبعة إرتوازية وأن الملائكة زارت إبراهيم في حرم الرامة وبشرته بابنه إسحاق، فكانت المعجزة لأن سارة كانت كبيرة بالسن، كما أخبروه أن الله سوف يعاقب بني لوط في منطقة البحر الميت، وبعد هذا الحدث حاول ابراهيم ثني أو إبعاد العذاب عن بني لوط، إلا أن الإثم كان عظيم وتم تعذيبهم.
حرم الرامة اكتسب البعد والأهمية التاريخية من هذا الحدث واستمر الى الفترات اللاحقة وخاصة الفترة الرومانية، لأن المكان كان على الطريق التاريخي الذي يصل منطقة فلسطين بجنوبها، عبر البلدة القديمة وزيف ويطا، ولهذا أخذ أهمية استراتيجية الى جانب الأهمية التاريخية. وفي الفترة الرومانية بنى هيرود الكبير الجدار المحيط بالموقع المبني من حجارة ضخمة تشبه حجارة الحرم الإبراهيمي، وقد بني لوجود قصة سيدنا إبراهيم بالمكان، وبنفس الوقت موجود به معبد أدومي عربي للإله قوس، واستخدم كسوق تجاري فترة مارتون هادريان في القرن الثاني، كان حرم الرامة من أشهر الأسواق في فلسطين، ويسمى سوق نمرة أو ممري. وللموقع ارتباطات بأحداث تاريخية هامة، فيعتقد أن مريم بنت عمران عندما هاجرت لمصر هرباً من هيرود والاضطهاد الموجود في تلك الفترة ضد أبناء القدس، يعتقد أنها عبرت من حرم الرامة واستراحت والسيد المسيح في هذا المكان.
في القرن الرابع لما زارت هيلانة أم قسطنطين، وتتبعت خطى المسيح، بنت في حرم الرامة واحدة من أقدم الكنائس في فلسطين، ويعتقد أنها رابع كنيسة، تخليداً لقصة إبراهيم عليه السلام في هذا المكان، وهذه الكنيسة بعض بقاياها بقيت، لكنها جددت في القرن السادس، ولأهميتها ظهرت على خارطة مادبا الفسيفسائية.
بعد الفترة الصليبية هجر المكان حتى القرن العشرين، وفي عشرينيات القرن الماضي 1926، تم إعادة البدء باستكشاف هذا المكان بقيادة العالم الألماني مادر، وتم حفره واستكشاف غالبية اجزاؤه، وفي عام 1984 نفذ الاحتلال حفريات غير شرعية بالمكان، وتم استكشاف الجهة الشرقية والجنوبية، وكل هذه الحفريات تتركز على روايات توراتية أكثر منها علمية.